# Wendy Brown
Wendy Brown (* 28. listopadu 1955) je americká politická teoretička a emeritní profesorka politologie na Kalifornské univerzitě (2011–2021). Od roku 2021 pracuje na Institutu pro pokročilé studium na Princetonské univerzitě. Kromě politické teorie se zabývá feministickou teorií a současnou americkou kulturou.

## Zaměření
Zabývá se historií politické teorie, feministickou teorií, současnou kritickou teorií práva a současnou americkou politickou kulturou. Propojuje názory Marxe, Nietzscheho, Webera, Freuda, teoretiků Frankfurtské školy, Foucaulta a současných filozofů.
Ve svých přednáškách mluví o problému svobody slova, veřejného vzdělávání, politických protestů, práv LGBTQ+ komunity a sexuálního násilí. Byla také aktivní ve snahách bránit se opatřením směřujícím k privatizaci Kalifornské univerzity. Ve své funkci spolupředsedkyně Asociace fakult Berkeley organizovala pochody a veřejně hovořila o privatizaci veřejného školství.

## Studium, kariéra
- 1977 B.A. z ekonomie a politiky na Univerzitě v Kalifornii
- 1980 M.A. na Princetonské Univerzitě (Program politická filozofie)
- 1983 doktorát z politické filozofie na Princetonské univerzitě[2]

### Práce
Byla členkou Rady Americké asociace politických věd (2007–2009) a předsedkyní Rady guvernérů Výzkumného ústavu humanitních věd Kalifornské univerzity (2009–2011). Mezi lety 2011–2021 působila na Univerzitě v Kalifornii, Berkeley jako profesorka politologie, na programu Jurisprudence a sociální politika. Od roku 2021 pracuje na Institutu pro pokročilé studium v Princetonu.
- Na Kalifornské univerzitě v Santa Cruz:
  - Profesorka feministických studií, právních studií a dějin vědomí, 1995–1999
  - Spoluředitelka Centra pro kulturní studia, 1995–1999
  - Předsedkyně programu ženských studií, 1993–1995, 1996–1997
  - Ředitelka výzkumné činnosti zaměřené na feministická studia, 1989–1992
  - Úřadující ředitelka, Centrum pro kulturní studia, 1990–1991
  - Docentka ženských studií, právních studií a dějin vědomí, 1989–1995

- Na Williams College – docentka politologie, 1989 a odborná asistentka politologie, 1983–1989
- Na Haverford College – hostující odborná asistentka, jaro 1982
- Na Princetonské univerzitě – asistentka a instruktorka politologie, 1980–1982[2]

## Dílo
Wendy Brown vytvořila nové přístupy v kritických právních studiích a feministické teorii. Její práce čerpají z Marxovy kritiky kapitalismu a jeho vztahu k náboženství, z Nietzscheho moci a morálky, z Weberovy moderní organizace moci, psychoanalýzy a jejích důsledků pro politickou identifikaci, z Foucaltova vládnutí a neoliberalismu a z dalších filozofů. Brown tyto myšlenky spojuje s vlastními úvahami o politické moci a hrozbách pro demokracii. Její díla jsou přeložena do více než 20 jazyků a získala za ně řadu ocenění.

### Seznam děl
- States of Injury: Power and Freedom in Late Modernity (1995) – zabývá se tématem právní a politické ochrany, jak může upevňovat normy genderu a sexuality, legitimizovat stát a kodifikovat identity jako zranitelné.
- Politics Out of History (2001) – série esejů o politických, historických a liberálních problémech moderní demokracie, Brown zde čerpá z myšlenek Freuda, Marxe, Nietzscheho, Spinozy, Benjamina a Derrida a reflektuje tak vliv dějinného myšlení na současnou politiku.
- Edgework: Critical Essays on Knowledge and Politics (2005) – sedm esejů, které kriticky zkoumají otázky současné politiky, neoliberalismu a feminismu, zaměřují se na rámování problémů a jejich konstitutivní síly.
- Regulating Aversion: Tolerance in the Age of Identity and Empire (2006) – analyzuje toleranci jako nástroj moci a dominance a upozorňuje na nekritické chápání tolerance jako ideálu liberálního pokroku, věnuje se zkoumání tolerančního diskurzu osobností jako George W. Bush, Jimmy Carter, Bernard Lewis, jejími myšlenkami byli ovlivněni J. W. Scott či Slavoj Žižek.
- Les Habits neufs de la politique mondiale (2007, The New Clothes of World Politics) – vychází výhradně ve francouzštině, tvrdí, že liberalismus jako globální forma státní správy umírá, přičemž neoliberalismus a neokonzervatismus spolupracují při jeho oslabování.
- Walled States, Waning Sovereignty (2010) – zkoumá obnovu stavění zdí v kontextu globálního kapitalismu, zdi nejsou jen nástrojem pro kontrolu kriminality a migrace, ale také pro ochranu národní a individuální identity v nejistém světě. Kniha byla přetištěna s novou předmluvou po zvolení Donalda Trumpa v roce 2016.
- Undoing the Demos: Neoliberalism's Stealth Revolution (2015) – studie analyzující, jak neoliberalismus podkopává demokracii, jednotlivé kapitoly zkoumají dopady neoliberalizace na školství, právo a vláda.
- In the Ruins of Neoliberalism: The Rise of Anti-Democratic Politics in the West (2019) – zkoumá pravicový obrat v západní politice – jak neoliberalismus přispěl k vzestupu antidemokratických tendencí.
- Nihilistic Times: Thinking with Max Weber (2023) – zkoumá nihilismus, který podkopává politickou a akademickou sféru, a navrhuje, jak čelit jeho důsledkům obhajobou kritického myšlení a radikálních demokratických ideálů.

## Ocenění
- 2012 – Cena Davida Eastmana za knihu Walled States, Waning Sovereignty
- 2016 – Distinguished Teaching Award
- 2017 – Cena Spitz Prize za nejlepší knihu v oblasti liberální a/nebo demokratické teorie pro knihu Undoing the Demos
- 2021 – Berkeley Citation[2]